# 박깐성
박깐성(베트남어: Bắc Kạn / 北𣴓省)은 베트남의 오래된 지방이다. 2025년 6월 12일, 박깐성 성이 타이응우옌성 편입되었다.

## 개요
박깐(Bắc Kạn)이라는 이름은 북(北)을 의미하는 한월어 Bắc과 고유 베트남어 Kạn에서 유래되었으며, 박깐은 한월어로 北𣴓(氵件)으로 바꿀 수 있다.

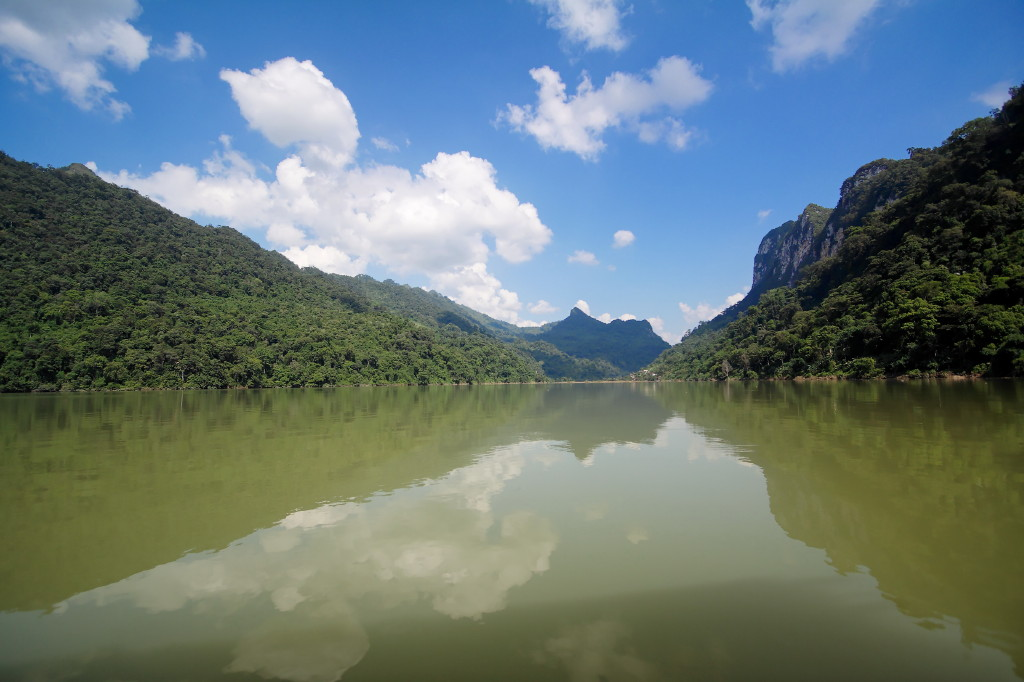
바베호

박깐성은 베트남의 북동부 중부 산악 지역에 위치해 있다. 그 지형은 그 지역의 11개 지방 중에서 가장 높은 고도를 가지고 있다. 숲 지역은 그 지방의 95% 이상을 차지하고 있다. 나머지는 농업용과 기타 용도로 이용되고 있다. 이 울퉁불퉁하고 숲이 우거진 지형 때문에 수자원의 개발이 제한되어 산림자원의 오용을 일으켜 숲의 열화를 초래했다.
지형적으로 산악지대가 많은 지역이다. 천연자원이 다량 산출되는데, 특히 광물자원과 산림자원이 풍부하다. 아름다운 풍광을 자랑하는 산·강·호수 등 관광자원도 많아 관광업이 유망 산업에 속한다. 대표적인 관광지인 바베 국립공원은 1992년 베트남에서 여덟 번째로 지정된 국립공원으로, 특히 공원 내 바베호는 관광객들에게 가장 인기 있는 장소이다. 그러나 사회기반시설이 부족한 지역으로, 주 정부 차원에서 상하수도 건설 등을 장려하고 있다.
지형은 1,640m(박깐성내 끼에 티오우잉 산맥에서 가장 높은 지점)에서 쩌머이현의 최저점인 40m까지 다양하다. 성내에는 수많은 강과 하천이 흐르고 있으며, 각각 작은 집수 지역을 가지고 있다. 하지만 대부분은 가파른 경사와 짧은 길이를 가지고 있다.
전체 인구 중 83%가 농업에 의존하고 있다.
박깐성의 기후 조건은 전형적인 열대 몬순 기후인데, 5월부터 10월까지의 장마철은 11월과 4월 사이의 연간 강우량과 건조한 기후 조건의 약 88-90%를 차지한다. 이것은 건기 동안 물 부족 상태를 초래한다.

## 행정 구역
1개의 시와 7개의 현으로 구성되어 있다.

### 시
- 박깐시(Bắc Kạn / 北𣴓)

### 현
- 바베현 (Ba Bể / 𠀧𣷭縣)
- 박통현 (Bạch Thông / 白通縣)
- 쩌돈현 (Chợ Đồn / 𢄂屯縣)
- 쩌머이현 (Chợ Mới / 𢄂買縣}
- 나리현 (Na Rì / 那夷縣)
- 응언선현 (Ngân Sơn / 銀山縣)
- 빡남현 (Pác Nặm / 咟淰縣)

## 인구 통계
베트남 정부 통계청에 따르면, 2008년 현재 박깐성의 인구는 308,900명으로, 지방의 총 면적 4,859.4km2에 걸쳐 km2당 64명의 밀도를 보였다. 베트남에서 인구가 가장 적은 지방이다. 이 기간의 남성 인구는 152,800명으로, 여성이 156,100명을 차지한다. 도시 인구 56,900명(농촌 인구의 약 5%)에 비해 농촌 인구는 26만 2000명이었다. 박깐성의 주요 민족은 낀족 외에 타이족, 눙족, 자오족이 있다.